# Toulouse
Toulouse (phát âm  [[Phương tiện:Fr-Toulouse.ogg|/tuluz/]] theo tiếng Pháp chuẩn, và  [[Phương tiện:Fr-Toulouse-Accent.ogg|/tuˈluzə/]] theo giọng địa phương) (tiếng Occitan: Tolosa, phiên âm /tuˈluzɔ/) là một thành phố ở tây nam nước Pháp, bên bờ sông Garonne, giữa khoảng cách từ Đại Tây Dương đến Địa Trung Hải. Dân số nội thành Toulouse 497 025 theo thống kê năm 2020,  dân số tỉnh Haute-Garonne 1 400 935 người năm 2020. Toulouse là thành phố lớn thứ 4  nước Pháp và là một trong những thành phố có nền kinh tế tăng trưởng nhanh nhất châu Âu. Toulouse là thủ phủ về công nghiệp hàng không và vũ trụ của châu Âu : Airbus Défence and Space, Stelia Aerospace, Thalès Alenia Space France, Engie Occitanie-Andorre, Alcatel Alenia Space và EADS Astrium, và là trụ sở chính của hãng Airbus S.A.S.v.v..

## Các thành phố kết nghĩa
Toulouse kết nghĩa với:
- Atlanta, Hoa Kỳ, kể từ 1975
- Bologna, Ý, kể từ 1981
- Elche, Tây Ban Nha, kể từ 1981
- Trùng Khánh, Trung Quốc, kể từ 1981
- Kyiv, Ukraina, kể từ 1975
- Tel Aviv, Israel, kể từ 1962

## Giáo dục
- Trường hàng không dân dụng quốc gia Pháp
- Institut polytechnique des sciences avancées

## Khí hậu
| Dữ liệu khí hậu của Toulouse (1981–2010)                 | Dữ liệu khí hậu của Toulouse (1981–2010) | Dữ liệu khí hậu của Toulouse (1981–2010) | Dữ liệu khí hậu của Toulouse (1981–2010) | Dữ liệu khí hậu của Toulouse (1981–2010) | Dữ liệu khí hậu của Toulouse (1981–2010) | Dữ liệu khí hậu của Toulouse (1981–2010) | Dữ liệu khí hậu của Toulouse (1981–2010) | Dữ liệu khí hậu của Toulouse (1981–2010) | Dữ liệu khí hậu của Toulouse (1981–2010) | Dữ liệu khí hậu của Toulouse (1981–2010) | Dữ liệu khí hậu của Toulouse (1981–2010) | Dữ liệu khí hậu của Toulouse (1981–2010) | Dữ liệu khí hậu của Toulouse (1981–2010) |
| Tháng                                                    | 1                                        | 2                                        | 3                                        | 4                                        | 5                                        | 6                                        | 7                                        | 8                                        | 9                                        | 10                                       | 11                                       | 12                                       | Năm                                      |
| -------------------------------------------------------- | ---------------------------------------- | ---------------------------------------- | ---------------------------------------- | ---------------------------------------- | ---------------------------------------- | ---------------------------------------- | ---------------------------------------- | ---------------------------------------- | ---------------------------------------- | ---------------------------------------- | ---------------------------------------- | ---------------------------------------- | ---------------------------------------- |
| Cao kỉ lục °C (°F)                                       | 21.2 (70.2)                              | 22.1 (71.8)                              | 27.1 (80.8)                              | 30.0 (86.0)                              | 33.4 (92.1)                              | 39.8 (103.6)                             | 40.2 (104.4)                             | 40.7 (105.3)                             | 35.3 (95.5)                              | 30.8 (87.4)                              | 24.3 (75.7)                              | 21.1 (70.0)                              | 40.7 (105.3)                             |
| Trung bình ngày tối đa °C (°F)                           | 9.5 (49.1)                               | 11.1 (52.0)                              | 14.5 (58.1)                              | 17.0 (62.6)                              | 21.0 (69.8)                              | 25.2 (77.4)                              | 28.0 (82.4)                              | 27.9 (82.2)                              | 24.6 (76.3)                              | 19.5 (67.1)                              | 13.3 (55.9)                              | 9.9 (49.8)                               | 18.5 (65.3)                              |
| Tối thiểu trung bình ngày °C (°F)                        | 2.4 (36.3)                               | 3.0 (37.4)                               | 5.0 (41.0)                               | 7.1 (44.8)                               | 10.9 (51.6)                              | 14.3 (57.7)                              | 16.5 (61.7)                              | 16.5 (61.7)                              | 13.4 (56.1)                              | 10.5 (50.9)                              | 5.8 (42.4)                               | 3.2 (37.8)                               | 9.1 (48.4)                               |
| Thấp kỉ lục °C (°F)                                      | −18.6 (−1.5)                             | −19.2 (−2.6)                             | −8.4 (16.9)                              | −3.0 (26.6)                              | −0.8 (30.6)                              | 4.0 (39.2)                               | 7.6 (45.7)                               | 5.5 (41.9)                               | 1.9 (35.4)                               | −3.0 (26.6)                              | −7.5 (18.5)                              | −12.0 (10.4)                             | −19.2 (−2.6)                             |
| Lượng Giáng thủy trung bình mm (inches)                  | 51.3 (2.02)                              | 41.6 (1.64)                              | 49.1 (1.93)                              | 69.6 (2.74)                              | 74.0 (2.91)                              | 60.3 (2.37)                              | 37.7 (1.48)                              | 46.8 (1.84)                              | 47.4 (1.87)                              | 57.0 (2.24)                              | 51.1 (2.01)                              | 52.4 (2.06)                              | 638.3 (25.13)                            |
| Số ngày giáng thủy trung bình                            | 9.2                                      | 7.8                                      | 8.6                                      | 9.6                                      | 9.9                                      | 7.1                                      | 5.0                                      | 6.1                                      | 6.5                                      | 8.1                                      | 9.2                                      | 8.6                                      | 95.7                                     |
| Số ngày tuyết rơi trung bình                             | 2.1                                      | 2.0                                      | 1.0                                      | 0.2                                      | 0.0                                      | 0.0                                      | 0.0                                      | 0.0                                      | 0.0                                      | 0.0                                      | 0.6                                      | 1.6                                      | 7.5                                      |
| Độ ẩm tương đối trung bình (%)                           | 87                                       | 82                                       | 77                                       | 76                                       | 76                                       | 72                                       | 68                                       | 71                                       | 74                                       | 81                                       | 85                                       | 88                                       | 78.1                                     |
| Số giờ nắng trung bình tháng                             | 92.5                                     | 115.0                                    | 175.1                                    | 186.1                                    | 209.2                                    | 227.6                                    | 252.6                                    | 238.8                                    | 204.0                                    | 149.2                                    | 96.0                                     | 85.3                                     | 2.031,3                                  |
| Nguồn 1: Meteo France                                    |                                          |                                          |                                          |                                          |                                          |                                          |                                          |                                          |                                          |                                          |                                          |                                          |                                          |
| Nguồn 2: Infoclimat.fr (độ ẩm, ngày tuyết rơi 1961–1990) |                                          |                                          |                                          |                                          |                                          |                                          |                                          |                                          |                                          |                                          |                                          |                                          |                                          |

## Những người con của thành phố
- Emilie Bigottini, nữ nghệ sĩ múa
- Henri Busser, nhà soạn nhạc
- Joseph-Antoine Crozat, marquis du Châtel, thương gia Pháp giàu nhất trong thời của ông, người thành lập thuộc địa Louisiana
- Jean-Claude Cousseran, nhà ngoại giao
- Jacques Cujas, luật gia về Luật La Mã
- Jean Dausset, nhà y học, nhận Giải thưởng Nobel
- Marie Louise Dissard, thành viên của Résistance
- Brigitte Fossey, nữ diễn viên
- Carlos Gardel, ca sĩ
- Brigitte Georgé nữ nghệ nhân
- Charles Lartigue, kỹ sư
- Louis II của Anjou, bá tước của Anjou, vua của Napoli và là công tước của vùng Provence
- Hubertus của Lüttich, giám mục của Maastricht và Liège (thành phố)
- Philippe Mexès, vận động viên bóng đá
- Claude Nougaro, ca sĩ nhạc Jazz, nhà thơ, họa sĩ
- Jean Jacques Pelet, tướng quân đội
- Alfred Sirven, topmanager
- Raymond IV của Toulouse, bá tước của vùng Provence